# 韦家能
韦家能（1944年11月—），男，壮族，广西都安人，中华人民共和国政治人物，曾任百色市人民政府市长，广西壮族自治区人大常委会副主任，第十届全国人大代表、常委会委员。